# Sichelfarne
Die Sichelfarne (Cyrtomium) sind eine Pflanzengattung innerhalb der Familie der Wurmfarngewächse (Dryopteridaceae). Sie umfasst etwa 35 Arten und ist nahe mit den Schildfarnen (Polystichum) verwandt.

## Beschreibung
Die Sichelfarn-Arten wachsen als ausdauernde krautige Pflanzen terrestrisch oder an Felsen. Ihre Sprossachsen sind aufrecht oder aufsteigend und sie bilden keine Stolonen.
Es gibt nur einen Typ von Blättern und sie sind immergrün. Der Wedelstiel ist halb bis dreiviertel so lang wie die Wedelspreite und ihre Basis ist verdickt. Die mehr als drei Leitbündel sind in einem Bogen angeordnet und im Querschnitt mehr oder weniger rund. Die papierartigen oder etwas ledrigen, im Umriss länglich-lanzettlichen Wedelspreiten sind meist einfach gefiedert, sehr selten auch ungeteilt, wobei die oberen Fiedern meist nur wenig kleiner sind als die unteren. Die Ränder der Fiedern tragen Kerben oder Zähne. Auf der Wedeloberseite sind fadenförmige Schuppen vorhanden und die Wedelunterseite ist kahl.
Die runden Sori stehen in zwei oder mehr Reihen zwischen der Mittelrippe und dem Rand. Die schildförmigen Schleier (Indusien) sind dauerhaft oder abfallend. Die braunen Sporen besitzen erhabene Falten oder Flügel.
Die Chromosomengrundzahl beträgt x = 41.

## Verbreitung und Nutzung
Der Verbreitungsschwerpunkt der Gattung Cyrtomium liegt in Ostasien; außerdem ist sie in Südasien, im östlichen und südlichen Afrika, auf Madagaskar, in Polynesien, auf Hawaii und in Nordamerika vertreten. In China kommen 31 Arten vor, 20 davon nur dort.
Folgende Arten sind in Europa gelegentlich als Zierpflanzen in Kultur und einzelne kommen in Mitteleuropa verwildert vor: Kleiner Mond-Sichelfarn (Cyrtomium caryotideum), Mond-Sichelfarn (Cyrtomium falcatum), Ilexblättriger Mond-Sichelfarn (Cyrtomium fortunei), Cyrtomium macrophyllum.

## Systematik

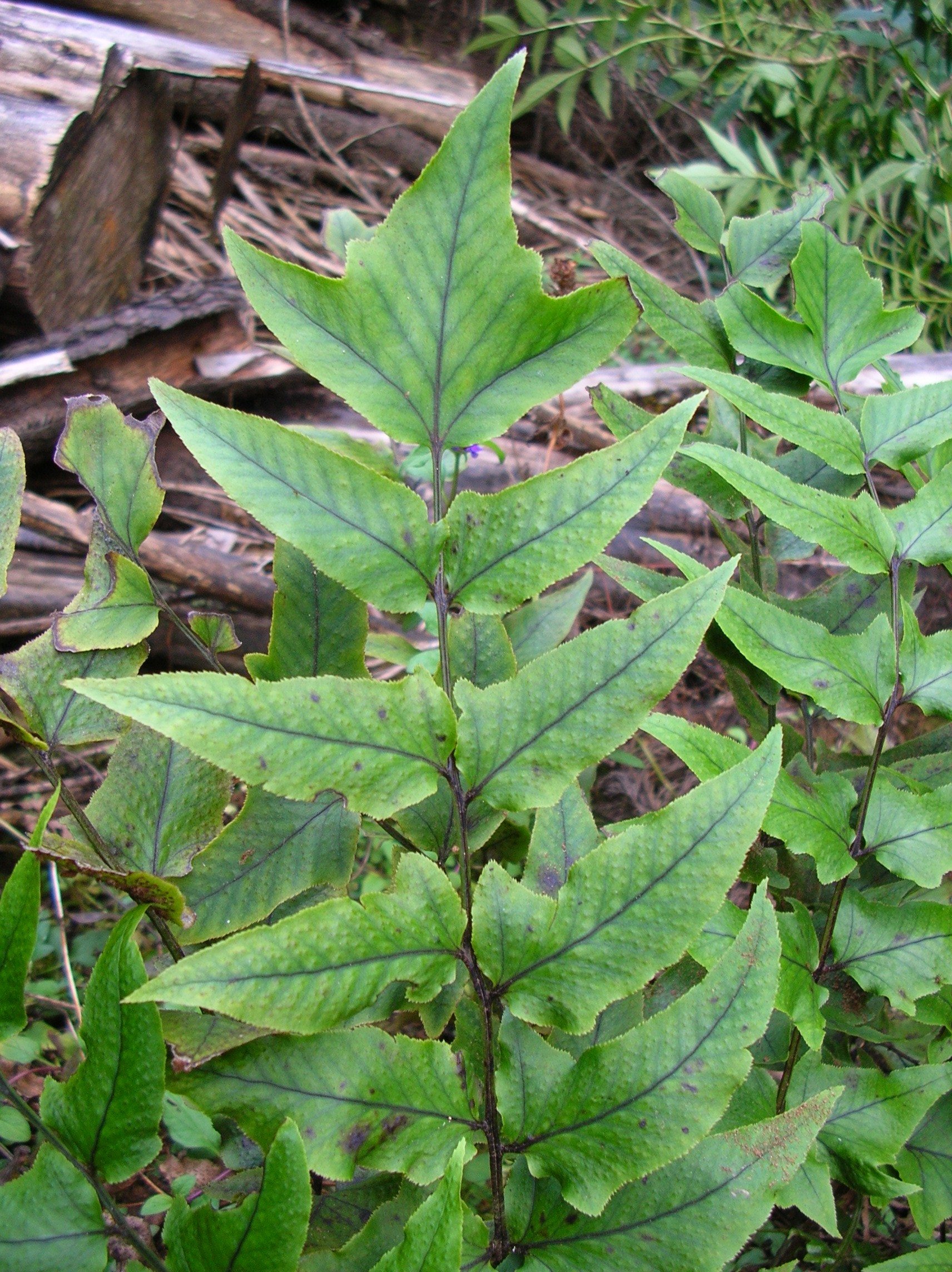
Kleiner Mond-Sichelfarn (Cyrtomium caryotideum)

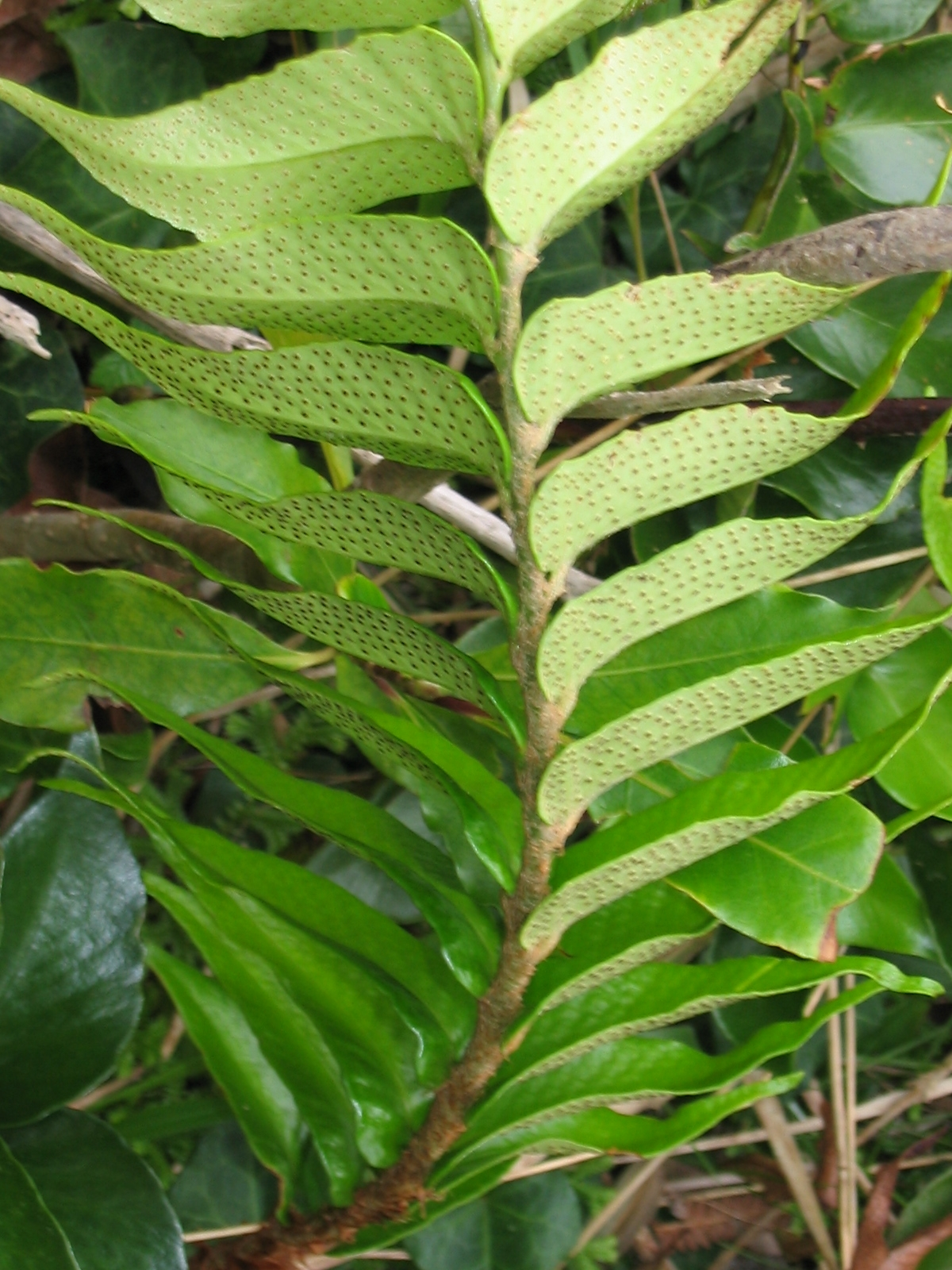
Sori vom Mond-Sichelfarn (Cyrtomium falcatum)

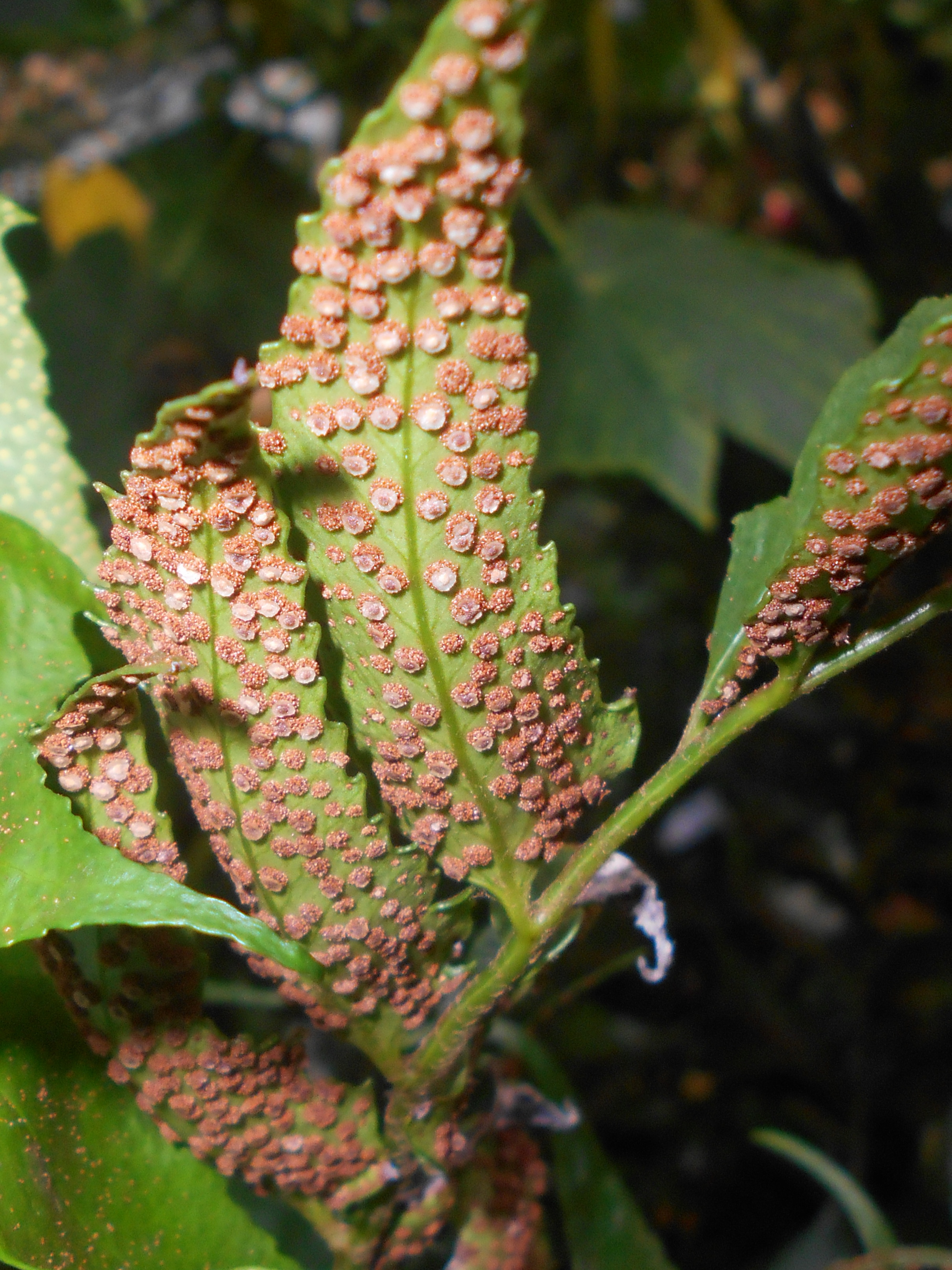
Sori vom Mond-Sichelfarn (Cyrtomium falcatum)

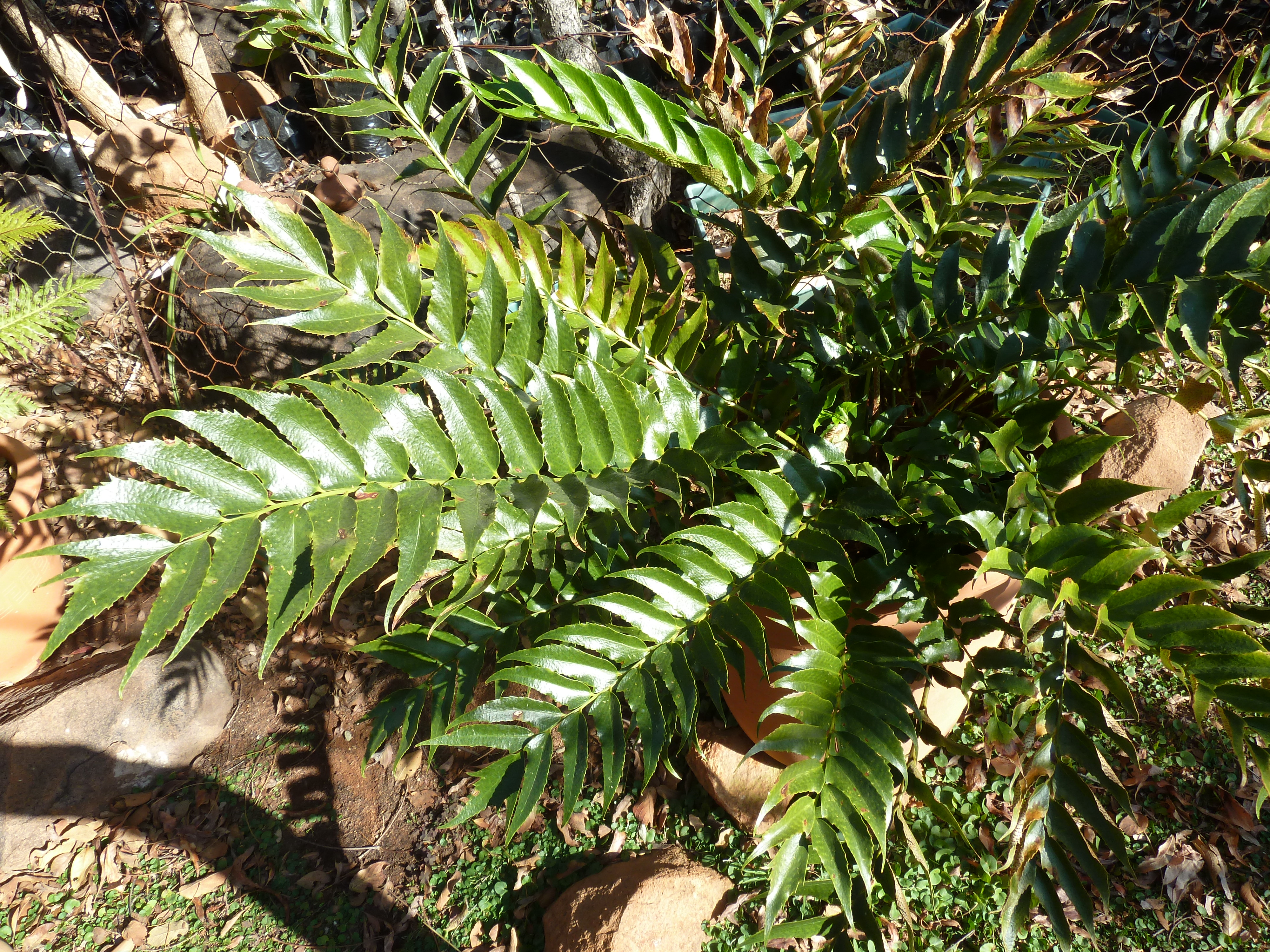
Mond-Sichelfarn (Cyrtomium falcatum)

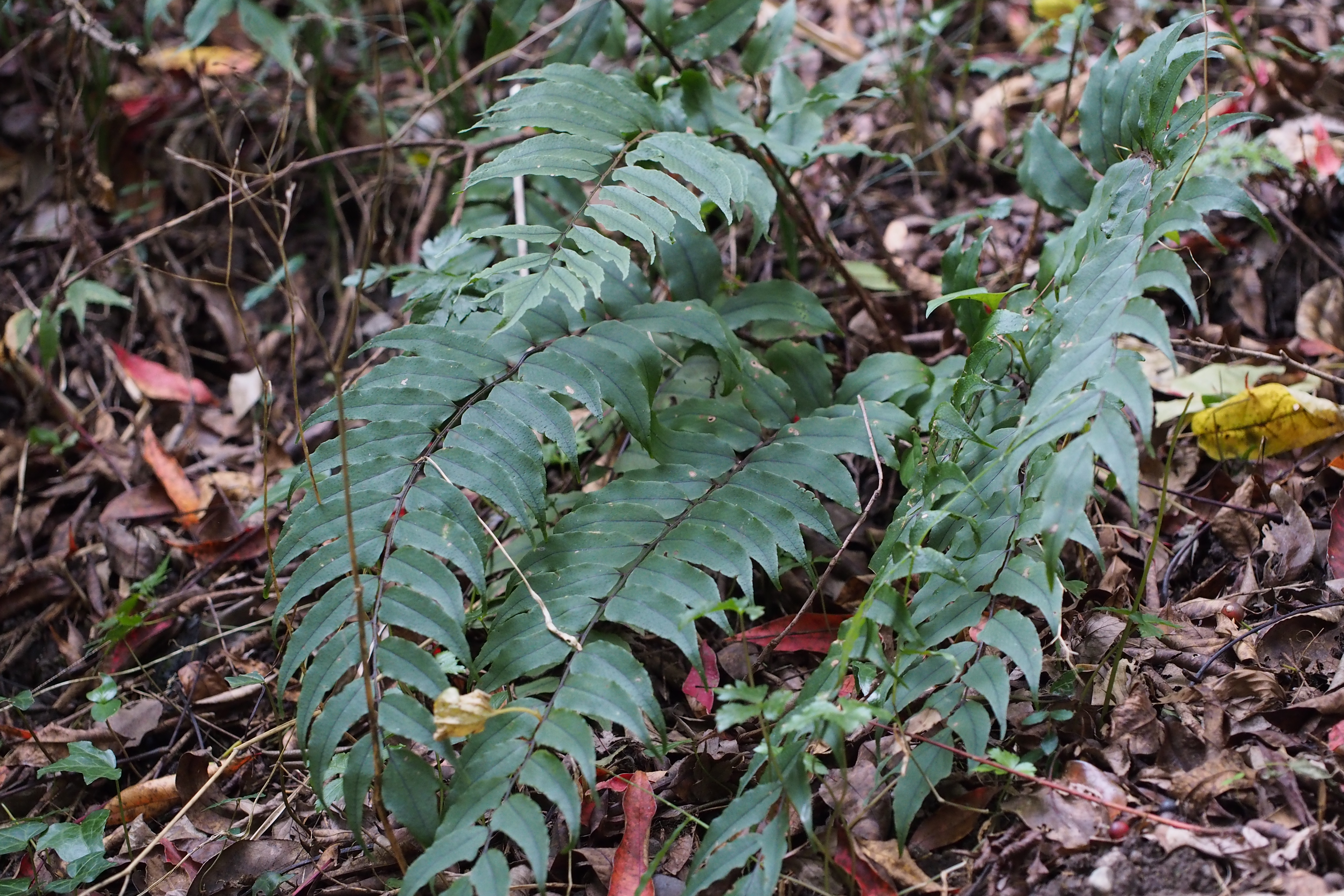
Ilexblättriger Mond-Sichelfarn (Cyrtomium fortunei)

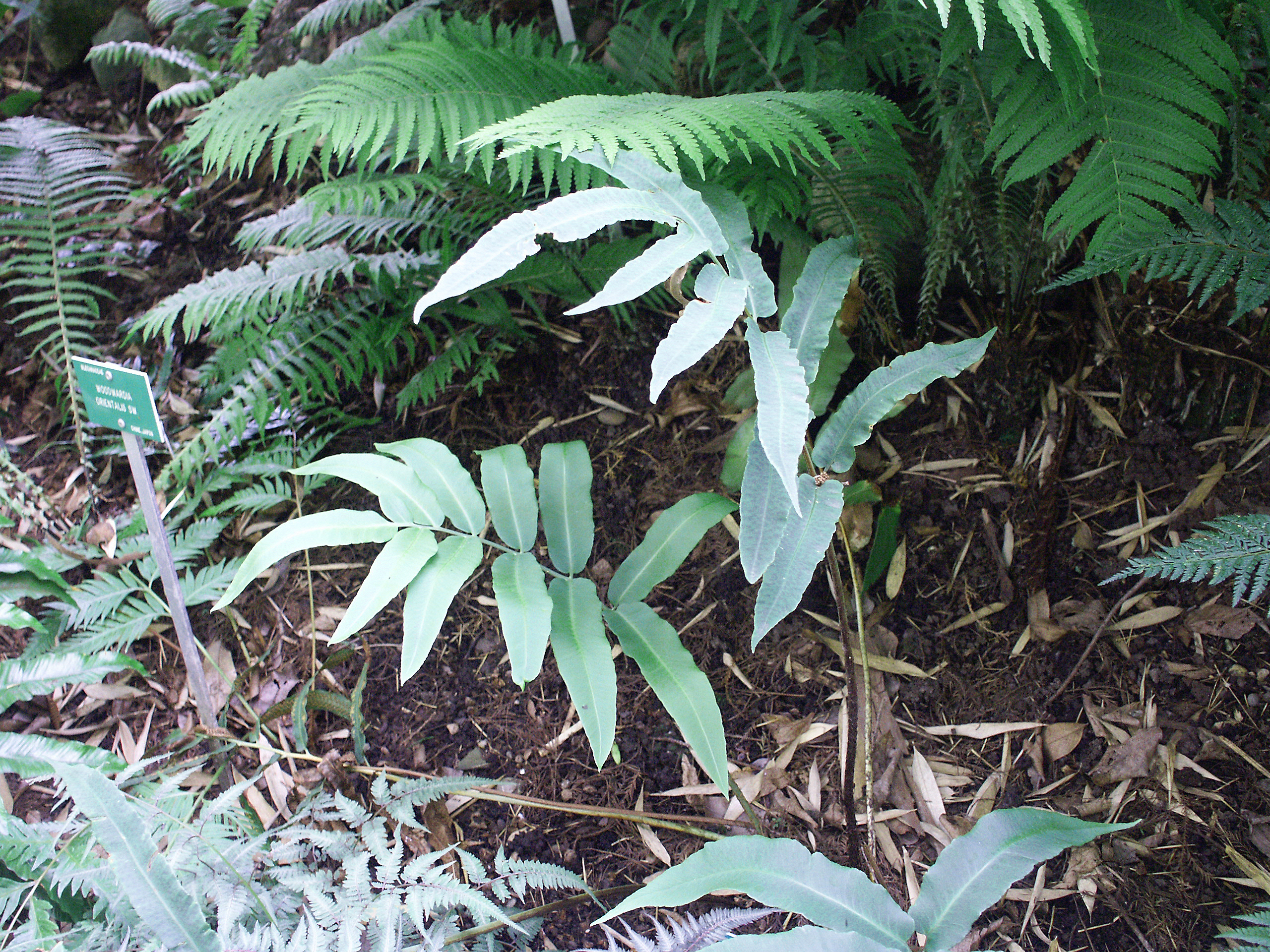
Cyrtomium juglandifolium

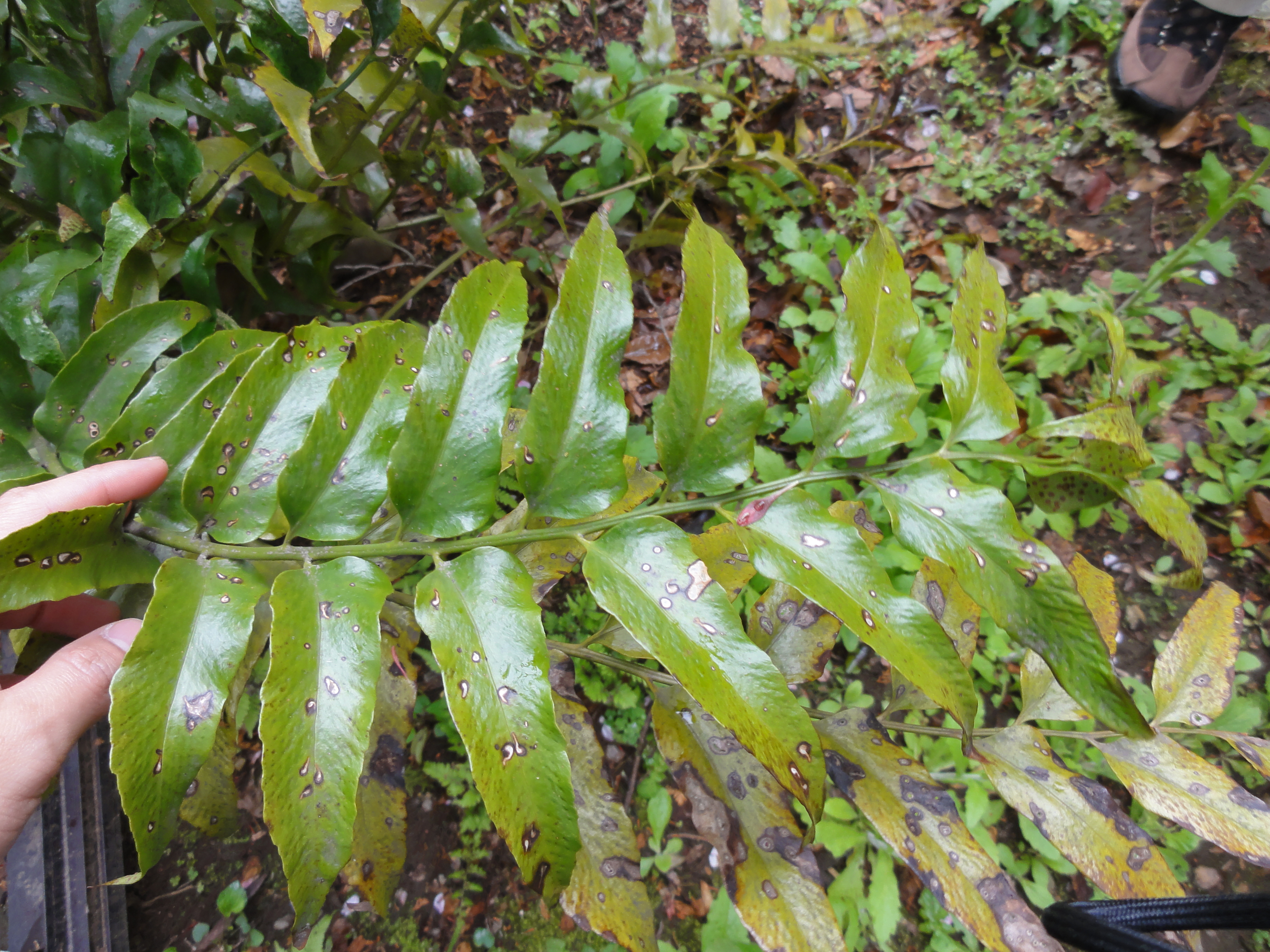
Cyrtomium laetevirens

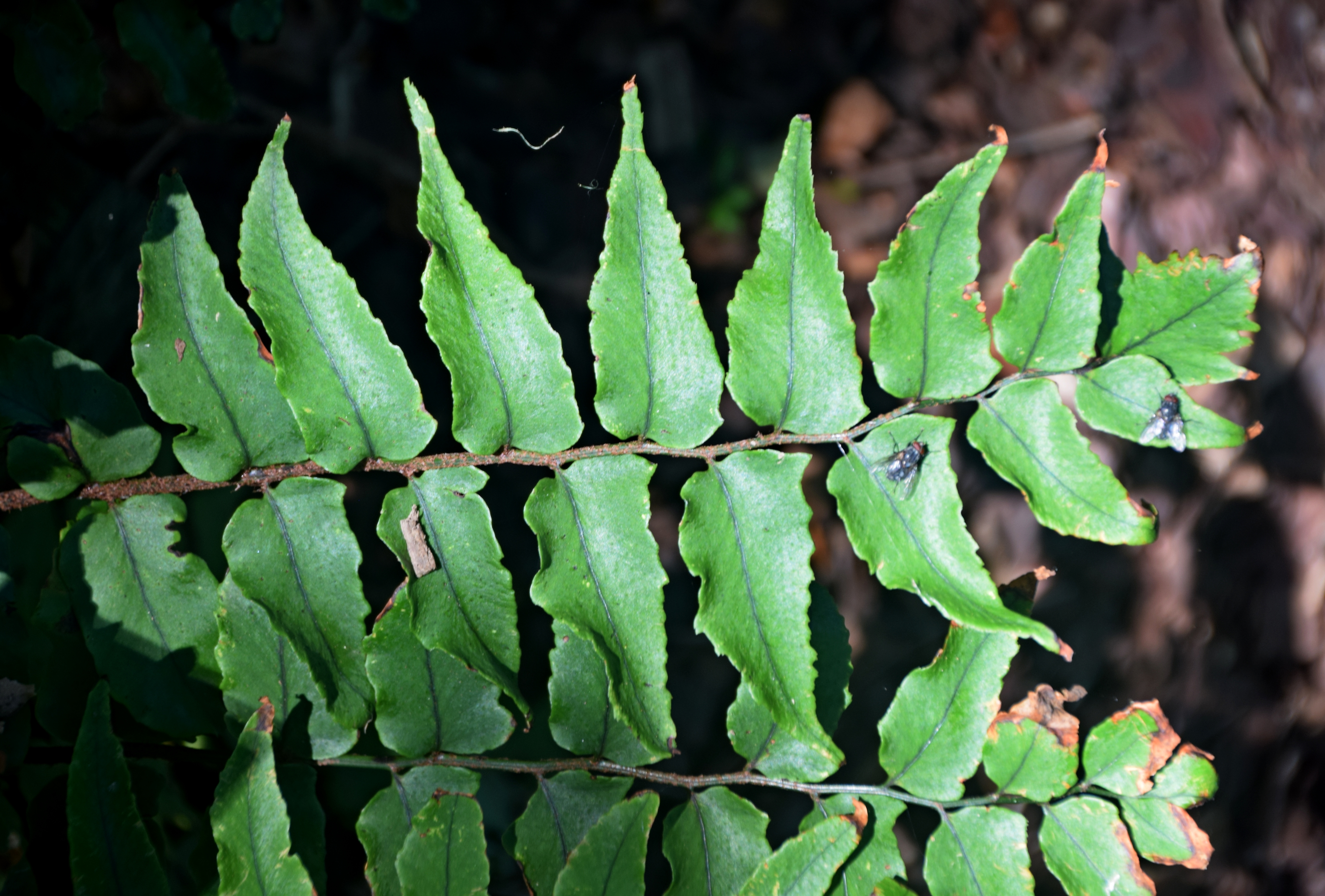
Cyrtomium yamamotoi

In der Checklist of Ferns and Lycophytes of the World von 2020 werden 36 Cyrtomium-Arten aufgelistet, und nach Flora of China waren es 2013 35 Arten:
- Cyrtomium aequibasis (C.Chr.) Ching (Syn.: Cyrtomium caryotideum var. aequibasis C.Christensen, Cyrtomium cuneatum Ching, Cyrtomium houi Ching): Sie gedeiht auf Kalksteinfelsen in Wäldern in Höhenlagen von 600 bis 2000 Metern in den chinesischen Provinzen Chongqing, Guizhou (nur Duyun), Sichuan sowie Yunnan (Longling, Maguan, Mengzi, Wenshan).[1]
- Cyrtomium anomophyllum (Zenker) Fraser-Jenk. (Syn.: Cyrtomium beddomei S.R.Ghosh, Cyrtomium brevicuneatum Ching & K.H.Shing, Cyrtomium kansuense Ching & K.H.Shing, Cyrtomium kungshanense Ching & K.H.Shing, Cyrtomium microindusium Sa.Kurata, Cyrtomium shunningense Ching & K.H.Shing, Cyrtomium macrophyllum var. microindusium (Sa.Kurata) K.Iwats., Cyrtomium nervosum Ching & Shing, Cyrtomium neocaryotideum Ching & Shing, Cyrtomium yuanum Ching & Shing, Cyrtomium maximum Ching & Shing): Sie kommt in Indien, Bhutan, Nepal, Pakistan, Japan, Taiwan, Tibet (nur Nyalam) und in den chinesischen Provinzen westliches Sichuan (nur Muli) sowie nordwestliches Yunnan (Gongshan, Weixi, Zhenkang) vor.[1]
- Cyrtomium atropunctatum Sa.Kurata (Syn.: Cyrtomium fortunei var. atropunctatum (Sa.Kurata) K.Iwats.): Sie kommt im südlichen Japan und in Taiwan (nur in Yilan) vor.[1]
- Kleiner Mond-Sichelfarn (Cyrtomium caryotideum (Wall. ex Hook. et Grev.) Presl): Sie ist Sri Lanka, Indien, Bhutan, Nepal, weiten Teilen Chinas, Tibet, Taiwan, Japan, auf den Philippinen und Hawaii.[6][1]
- Cyrtomium caryotideum (Wall. ex Hook. & Grev.) C.Presl: Sie ist auf den Philippinen, in Indien, Bhutan, Japan, Nepal, Pakistan, Vietnam, Taiwan, Tibet (Bomi, Gyirong, Mêdog) und in den chinesischen Provinzen  Chongqing, südliches Gansu, nördliches Guangdong, Guangxi, Guizhou, westliches Hubei, Hunan, Jiangxi (Jinggangshan), südliches Shaanxi, südwestliches bis westliches Sichuan sowie Yunnan verbreitet.[1]
- Cyrtomium chingianum P.S.Wang: Dieser Endemit gedeiht in Felsspalten im tropischen Karst in Wäldern in Höhenlagen von etwa 700 Metern nur in Libo im südlichen Guizhou.[1]
- Cyrtomium confertifolium Ching & Shing: Sie gedeiht zwischen Sträuchern und im Wald in Höhenlagen von 1100 bis 1200 Metern in den chinesischen Provinzen östliches Guizhou (nur im Wanshan), westliches Hunan, Jiangxi (nur im Lu Shan) sowie Zhejiang (nur Longquan).[1]
- Cyrtomium conforme Ching: Dieser Endemit gedeiht auf Felsen in Wäldern nur in Liancheng in Fujian.[1]
- Cyrtomium devexiscapulae (Koidz.) Ching (Syn.: Cyrtomium integrum Ching & Shing, Cyrtomium sinicum Ching, Cyrtomium falcatum var. devexiscapulae (Koidz.) Tagawa): Sie kommt in Japan, Korea, im nördlichen Vietnam, in Taiwan und in den chinesischen Provinzen Chongqing (nur Chengkou), Fujian (Liancheng, Nanping), Guangdong, Guangxi, Guizhou (Libo, Liping, Sandu), Jiangxi (nur in Pingxiang), Sichuan (nur in Pingshan) sowie Zhejiang (nur Putuo) vor.[1]
- Cyrtomium elongatum S.K.Wu & P.K.Lôc: Sie kommt in Vietnam vor.[6][5]
- Mond-Sichelfarn[7] (Cyrtomium falcatum (L. f.) Presl, Syn.: Polystichum falcatum (L. f.) Diels, Cyrtomium yiangshanense Ching & Y.C.Lan): Er ist in Indochina, Japan einschließlich der Ryūkyū-Inseln, Korea, Polynesien, Taiwan und in den chinesischen Provinzen Fujian, Guangdong, Jiangsu, Liaoning, Shandong sowie Zhejiang verbreitet.[1] In Westeuropa und auf den Azoren, in Südafrika, Australien und Neuseeland, Nordamerika, Réunion ist er ein Neophyt.[8][6][1] Manche Autoren geben drei Unterarten an.[5]
- Ilexblättriger Mond-Sichelfarn (Cyrtomium fortunei J.Sm., Syn.: Cyrtomium recurvum Ching & Shing, Cyrtomium shandongense J.X.Li, Cyrtomium confertiserratum J.X.Li, H.S.Kung & Xiao J.Li, Cyrtomium reflexosquamatum J.X.Li & F.Q.Zhou): Die Heimat ist China, Korea, Japan; auf den Azoren und in Südeuropa ist er ein Neophyt.[8] In Deutschland, Belgien, in den Niederlanden und in der Schweiz kommt er verwildert vor.[9] Je nach Autor gibt es Varietäten, die bei anderen Autoren als Arten gelten:
  - Cyrtomium fortunei var. clivicola (Mak.) Tagawa[5]
  - Cyrtomium fortunei J.Sm. var. fortunei[5]
- Cyrtomium grossum Christ: Sie gedeiht in Felsspalt in Kalkstein in Wäldern in Höhenlagen von 700 bis 800 Metern im südlichen Guizhou (Huishui, Libo) und im südlichen Yunnan (Malipo, Xichou).[1]
- Cyrtomium guizhouense H S.Kung & P.S.Wang: Dieser Endemit gedeiht in Felsspalt in Kalkstein in Tälern in Höhenlagen von 600 bis 1000 Metern nur in Libo im südlichen Guizhou.[1]
- Cyrtomium hemionitis Christ: Sie kommt im nördlichen Vietnam und in den chinesischen Provinzen Guangxi, im südlichen Guizhou (Guiding, Libo) sowie im südlichen Yunnan (Malipo, Xichou) vor.[1]
- Cyrtomium laetevirens (Hiyama) Nakaike: Sie kommt in Japan und vielleicht in China vor.[5]
- Cyrtomium latifalcatum S.K.Wu & Mitsuta: Dieser Endemit gedeiht in immergrünen Lorbeerwäldern in Höhenlagen von etwa 600 Metern nur in Xishuangbanna in Yunnan.[1]
- Cyrtomium lonchitoides (Christ) Christ (Syn: Cyrtomium vittatum Christ): Dieser Endemit gedeiht in Lorbeerwäldern, Kiefernwäldern, oft auf Felsen in Höhenlagen von 1200 bis 2700 Metern in Tibet und in den chinesischen Provinzen Gansu (nur in Wen), Guangxi, Guizhou, Henan (nur im Nushan), Sichuan sowie Yunnan.[1]
- Cyrtomium luctuosum J.P.Roux: Sie kommt in Äthiopien, Malawi, Tansania, Kenia und Madagaskar und in den südafrikanischen Provinzen Zulu-Natal, Mpulamanga, Ostkap sowie Free State vor.[5]
- Cyrtomium macrophyllum (Mak.) Tagawa (Syn: Cyrtomium falcatum var. macropterum (Diels) Christ, Cyrtomium macrophyllum f. minor Ching & K.H.Shing, Cyrtomium pseudocaudipinnum Ching & Shing, Cyrtomium retrosopaleaceum Ching & Shing): Sie kommt in Indien, Kaschmir, Pakistan, Bhutan, Nepal, Japan, Taiwan, Tibet (Bomê, Zham) und in den chinesischen Provinzen Anhui, südliches Gansu (Kang, Wenxian), Guizhou, Hubei, Hunan, Jiangxi, südliches Shaanxi (Pingli), Sichuan sowie Yunnan.[1]
- Cyrtomium membranifolium Ching & K.H.Shing ex H.S.Kung & P.S.Wang: Dieser Endemit gedeiht in Wäldern in Höhenlagen von 1000 bis 1300 Metern nur in Shennongjia in Hubei.[1]
- Cyrtomium micropterum (Kunze) Ching: Sie kommt in Äthiopien, Uganda, Kenia, Tansania, Malawi und in den südafrikanischen Provinzen Mpulamanga, KwaZulu-Natal sowie Ostkap, in Lesotho, Madagaskar und im südlichen indischen Bundesstaat Tamil Nadu vor.[5]
- Cyrtomium muticum (Christ) Ching: Sie kommt in Yunnan und vielleicht auch in Sichuan vor.[1]
- Cyrtomium nephrolepioides (Christ) Copel. (Syn.: Cyrtomium tengii Ching & Shing): Sie gedeiht in tropischen Karstgebieten in Höhenlagen von 600 bis 1600 Metern in den chinesischen Provinzen Guangxi, Guizhou, Hunan (Sangzhi, Shimen) sowie in Sichuan im Emei Shan.[1]
- Cyrtomium obliquum Ching & Shing (Syn.: Cyrtomium calcicola Ching, Cyrtomium wangianum Ching & Shing): Sie gedeiht auf Felsen in Wäldern oder an schattigen Standorten in den chinesischen Provinzen Guangdong (Ruyuan), Guangxi (Hexian, Lingui) sowie Zhejiang (Suichang).[1]
- Cyrtomium omeiense Ching & Shing (Syn.: Cyrtomium caudatum Ching & Shing, Cyrtomium coriaceum Ching & Shing, Cyrtomium falcipinnum Ching & Shing): Sie kommt in China und in Taiwan vor.[1]
- Cyrtomium pachyphyllum (Rosenstock) C.Christensen (Syn.: Cyrtomium fengianum Ching & Shing): Sie gedeiht im tropischen Karstgebieten in Höhenlagen von 1300 bis 1500 Metern in den chinesischen Provinzen Guangxi, südliches Guizhou (Anshun, Pingtang) sowie südliches Yunnan (Malipo, Xichou).[1]
- Cyrtomium pseudocaryotideum J.P.Roux: Sie kommt in den südafrikanischen KwaZulu-Natal, Mpulamanga, sowie Ostkap vor.[5]
- Cyrtomium serratum Ching & Shing (Syn.: Cyrtomium ovale Ching & Shing): Sie kommt in Hunan und in Sichuan vor.[1]
- Cyrtomium shingianum H.S.Kung & P.S.Wang: Dieser Endemit gedeiht auf Kalkstein in Kiefernwäldern in Höhenlagen von etwa 800 Metern nur in Libo im südlichen Guizhou.[1]
- Cyrtomium simadae (Tagawa) Y.H.Chang (Syn.: Cyrtomium macrophyllum var. simadae Tagawa): Diese Neukombination erfolgte 2019 in Taiwania, Volume 64, Issue 4, S. 378. Sie kommt nur in Taiwan vor.[5]
- Cyrtomium sinningense Ching & Shing: Sie kommt in Hunan vor.[1]
- Cyrtomium taiwanianum Tagawa: Sie gedeiht in Höhenlagen von 800 bis 1900 Metern in Taiwan.[1]
- Cyrtomium takusicola Tagawa: Sie kommt in Japan vor.[5]
- Cyrtomium tsinglingense Ching & Shing (Cyrtomium megaphyllum Ching & Shing, Cyrtomium moupingense Ching & Shing): Sie kommt in China in Höhenlagen von 500 bis 2400 Metern vor.[1]
- Cyrtomium tukusicola Tagawa: Sie kommt in China und in Taiwan in Höhenlagen von 1000 bis 2600 Metern vor.[1]
- Cyrtomium urophyllum Ching (Syn.: Cyrtomium salicipinnum Ching & Shing): Sie kommt in China vor.[1]
- Cyrtomium yamamotoi Tagawa (Syn.: Cyrtomium caryotideum var. intermedium (Diels) C.Christensen, Cyrtomium falcatum var. acuminatum (Diels) C.Christensen, Cyrtomium falcatum var. intermedium (Diels) C.Christensen, Cyrtomium fortunei var. intermedium Tagawa, Cyrtomium macrophyllum var. acuminatum (Diels) Tagawa, Cyrtomium macrophyllum var. simadae Tagawa, Cyrtomium mediocre Ching & K.H.Shing, Cyrtomium yamamotoi var. intermedium (Diels) Ching & K.H.Shing, Cyrtomium simile Ching): Sie kommt in den chinesischen Provinzen Anhui (nur im Huang Shan), Chongqing, südlichen Gansu, Guangxi, Guizhou, Henan, Hubei (Jianshi, Junxian), Hunan (Dayong, Shimen), Jiangxi (nur im Lu Shan), südlichen Shaanxi, Sichuan, Yunnan sowie Zhejiang in Japan und vielleicht auch in Taiwan vor.[1]
- Cyrtomium yunnanense Ching (Syn.: Cyrtomium longipes Ching & Shing, Cyrtomium spectabile Ching): Sie gedeiht in Höhenlagen von 1600 bis 3000 Metern nur im zentralen und südlichen Yunnan.[1]